# Charles Vandenhove

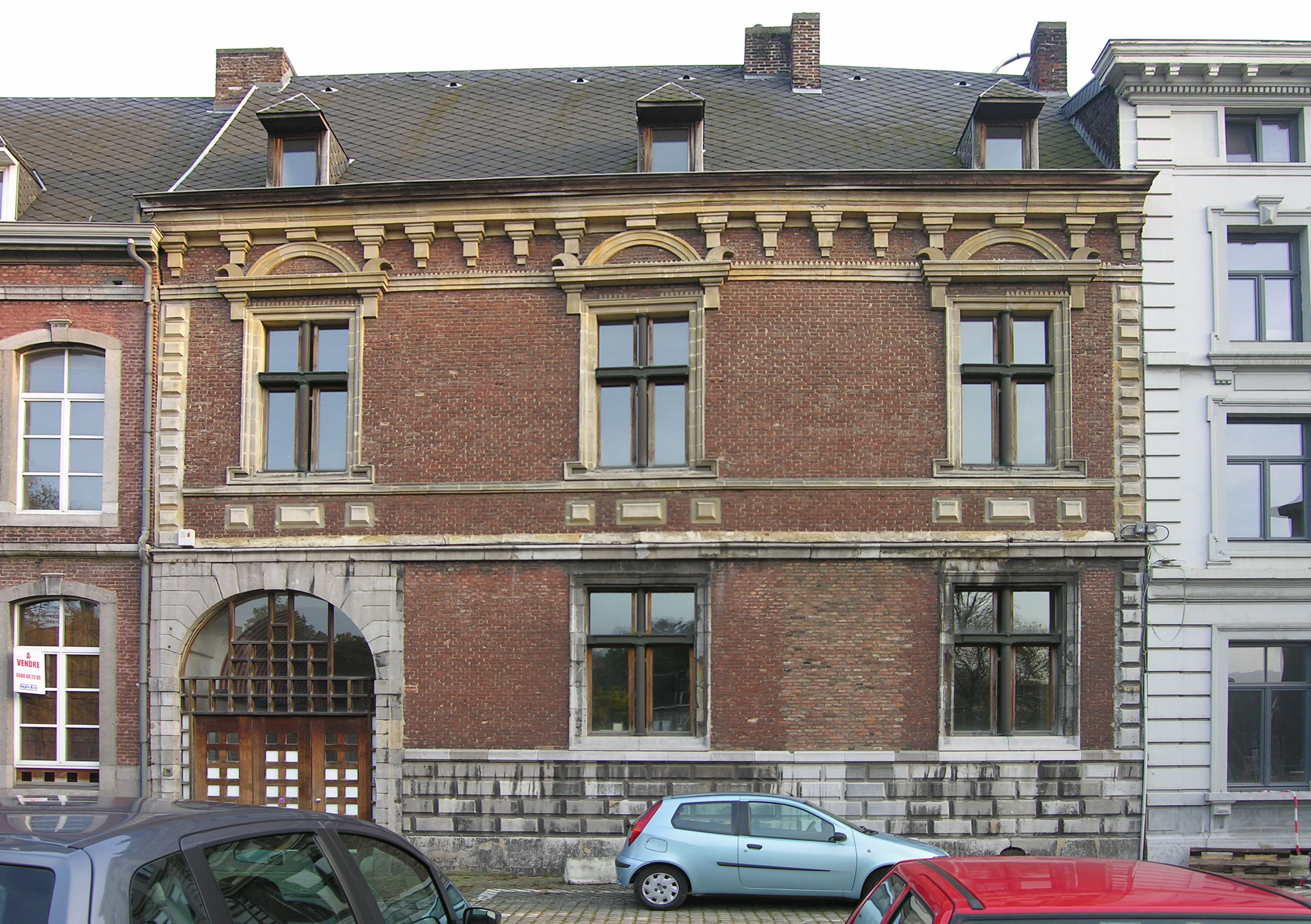
L'hôtel Torrentius à Liège, rénové par Charles Vandenhove et résidence de l'architecte

Charles Vandenhove, né le 3 juillet 1927 à Teuven et mort le 22 janvier 2019 à Liège, est un architecte belge.

## Biographie
En 1945, Charles Vandenhove commence ses études à l'école des arts Saint-Luc à Liège où il rencontre Lucien Kroll. Il poursuit avec Lucien Kroll ses études à l'École nationale supérieure d'Architecture et des Arts visuels de La Cambre, où il opte pour l'atelier de Victor Bourgeois qui va beaucoup influencer son travail. En 1951, il termine ses études et entame une association avec Lucien Kroll. Ils rendent visite aux grands maîtres du moment : Auguste Perret, Le Corbusier, Ponti. Ils entendent crever la bulle d'air dans laquelle ils ont vécu à la Cambre et affronter la complexe et multiple réalité de l'architecture. En 1967, Charles Vandenhove atteint la notoriété : il publie, expose, enseigne et construit des édifices qui sont évoqués dans la presse spécialisée. Le succès est lié à des difficultés financières, administratives et même politiques (une association liée à la conservation du patrimoine, « Le Vieux-Liège » porte plainte en justice).
Il meurt à Liège le 22 janvier 2019 à l'âge de 91 ans.

## Les conceptions de l'architecte
Charles Vandenhove a toujours exprimé son désir de mêler l'architecture classique à l'architecture moderne. Il cherche principalement à associer l'œuvre qu'il aborde avec l'harmonie de son travail. Il se considère en partie comme un homme sous influence en ce sens où tout architecte se doit de travailler sur une œuvre avec un cadre tout fait, son style et son caractère tout en y ajoutant sa touche personnelle. Le partage de son savoir-faire avec le maçon, le menuisier, le serrurier, le carreleur, le peintre … est le fruit d'un métier à temps-plein. Il souhaite vivement que chacun d'entre eux prenne le même plaisir que lui à réaliser des œuvres sans leur imposer systématiquement des quelconques règles. L'inscription de son travail dans le leur, une sorte de collaboration d'égal à égal est un but qu'il ne néglige pas : le dialogue en est la clé. Charles raconte qu'il aurait lui-même souhaité suivre une vocation d'artiste. Il désigne en l'occurrence le métier de cinéaste ou encore celui de peintre-sculpteur qu'il a pu expérimenter lors de ses débuts avec Kroll.

## Réalisations

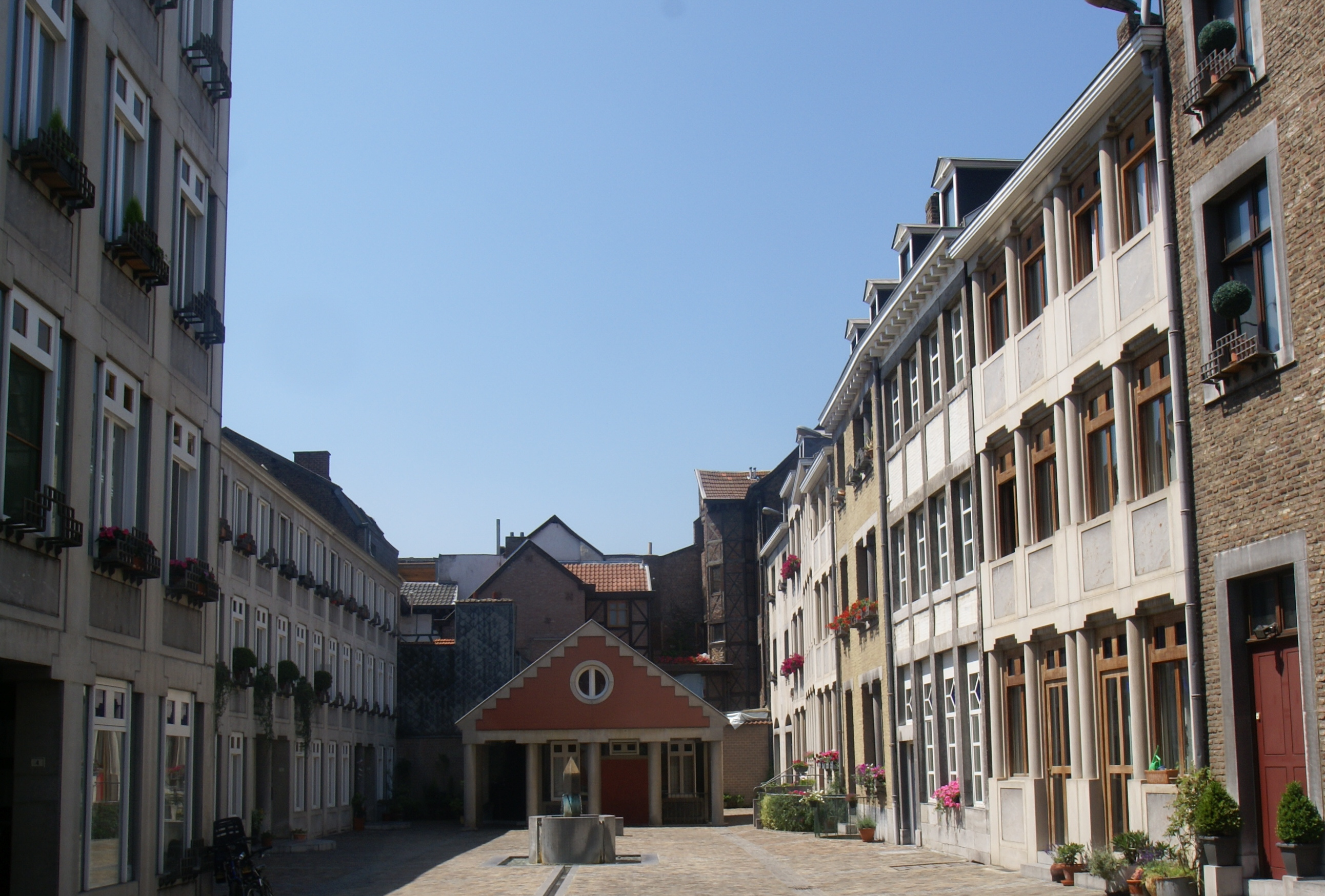
La cour Saint-Antoine à Liège

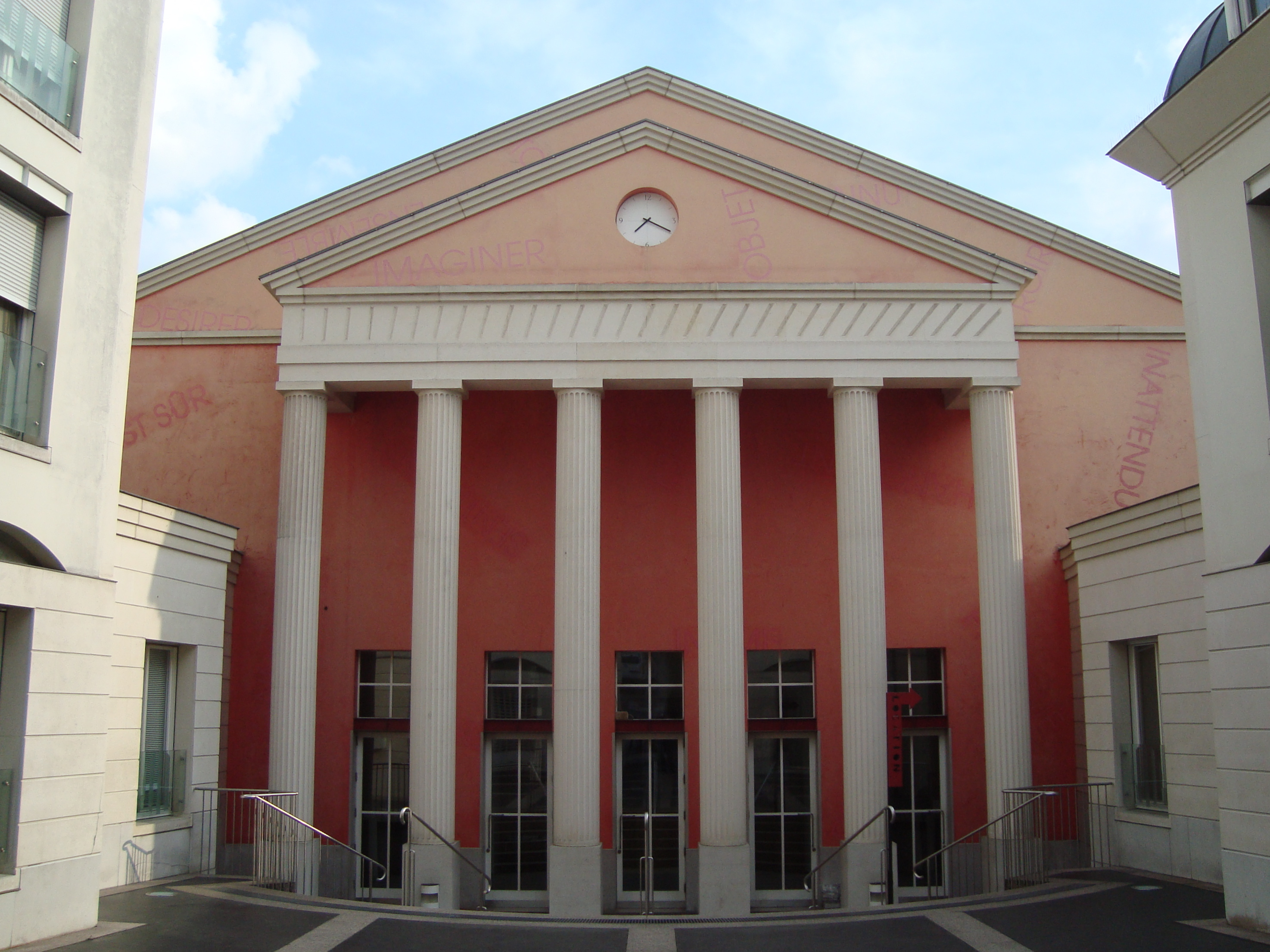
Façade du théâtre des Abbesses à Paris

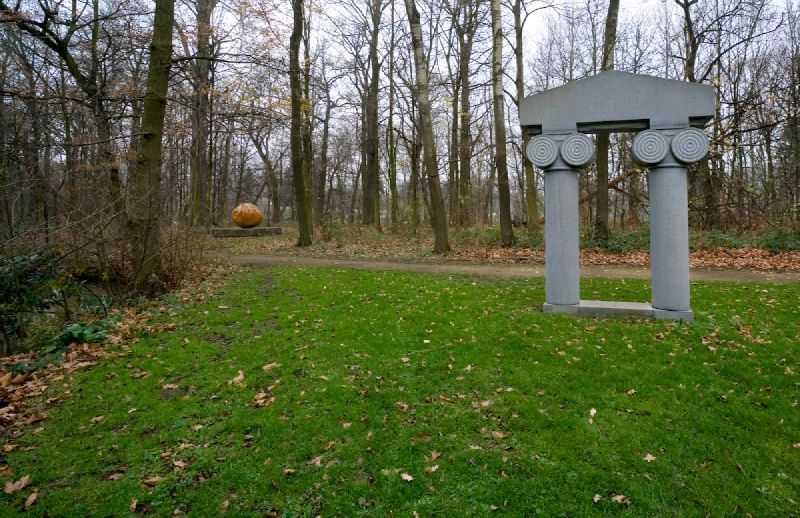
Partie du Pavillon de colonnes au Musée de sculpture en plein air de Middelheim

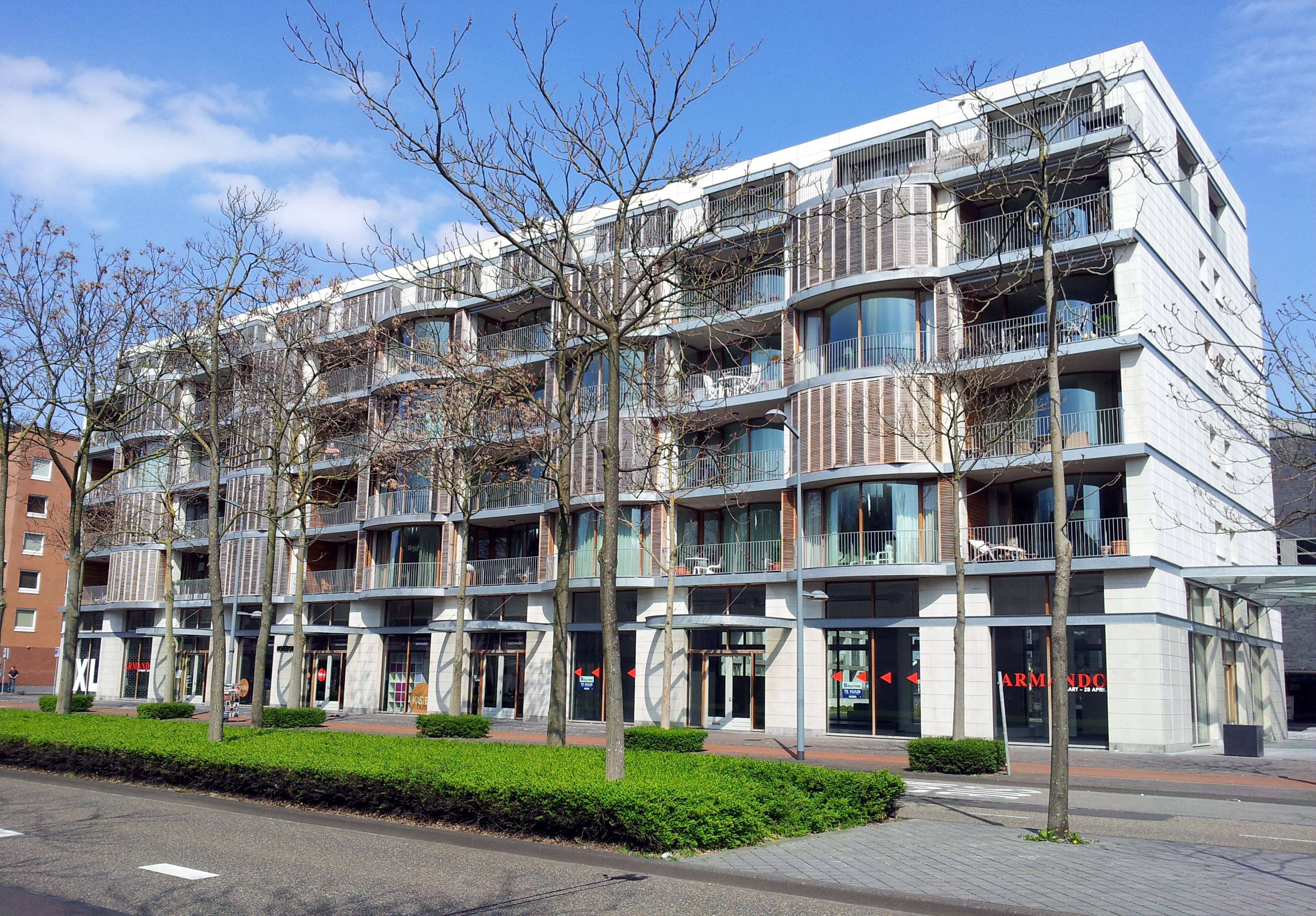
Maison Céramique, en face du musée des Bons-Enfants à Maastricht

Charles Vandenhove a principalement construit en Belgique, aux Pays-Bas et en France (pays auquel il voue une grande passion architecturale).
- 1957 : Restaurant et tour panoramique au barrage d'Eupen avec Lucien Kroll.
- 1961 : Maison personnelle et atelier, rue Chauve-Souris, n° 60, à Liège.
- 1961-1964 : Magasin à livres (Bibliothèques de l'Université de Liège), rue de la Forêt, à Tilff.
- 1962 : Résidence Lucien Brull (maison pour étudiants), quai Godefroid Kurth, n° 45, à Liège.
- 1962-1987 : Centre hospitalier universitaire de Liège (CHU) au Sart-Tilman. Afin de faire pénétrer au maximum la lumière du soleil, il a composé le bâtiment de six blocs de béton reliés à une pyramide centrale tout en répondant aux exigences fonctionnelles et médicales. Notons que la verrière colossale qui couvre le hall d'accueil est l'objet d'un classement par l'administration du Patrimoine en 1994.
- 1963-1972 : Institut d'Education Physique de l'Université de Liège au Sart-Tilman.
- 1967-1969 : Maison Schoffeniels, Riessonsart, à Olne.
- 1973-1974 : Maison Schoonbroodt, à Eupen.
- 1974 : Maison Wuidar, à Esneux.
- 1978 : rénovation de la cour Saint-Antoine à Liège. Charles Vandenhove restaure des bâtisses des XVIIe et XVIIIe siècles et y intègre un ensemble d'immeubles à appartements et maisons qui trouve parfaitement sa place grâce au rythme de leurs baies garnies de ferronneries géométriques.  En 1982, Vandenhove y fait intégrer une sculpture-fontaine Tikal d'inspiration Maya, créée par Anne et Patrick Poirier.
- 1979 : rénovation de l'hôtel Torrentius à Liège (hôtel du XVIe siècle dessiné par l'architecte Lambert Lombard).
- 1983 : Maison Delforge à Beez (Namur)
- 1985 : rénovation de l'opéra royal de la Monnaie à Bruxelles. L'opéra de Bruxelles est rénové par A2RC ARCHITECTS et URBAT en 1985. Charles Vandenhove insère dans le projet des œuvres plastiques et des sculptures de Daniel Buren et de Giulio Paolini. L'architecte royal transforrme le Salon Royal en lui donnant de nouvelles mesures et en changeant sa fonction puisqu'il fait maintenant office de salle de réception. Par le Salon Royal, l'accès à la loge royale est impossible, le lieu est clos.
- 1982-1992 : Pavillon de colonnes au Musée de sculpture en plein air de Middelheim (Anvers).
- 1993 : Immeuble mixte (commerces, logements, bureaux) fermant la place Saint-Lambert (n° 6-28) du côté du boulevard de la Woluwe à Woluwe-Saint-Lambert.
- 1994 : rénovation de l'hôtel de Grady à Liège (hôtel du XVIIIe siècle)
- 1996 : rénovation du théâtre des Abbesses à Paris. Charles Vandenhove a eu le privilège de se voir confier une opération dont grand nombre d'architectes rêverait. Il s'agit de quelque soixante à soixante-dix logements, une crèche et un théâtre qu'il se doit de construire à mi-pente de la Butte Montmartre, sur deux terrains distants d'une centaine de mètres d'altitude. Le théâtre des Abbesses est l'une des plus grandes œuvres de l'architecte. Vandenhove a voulu construire un théâtre à l'image des « véritables » théâtres d'antan, avec une entrée palladienne comprenant un fronton et un hall à colonnes, une salle en pente aux sièges fixes, un balcon, des galeries et une avant-scène avec moulures. Cependant, Vandenhove désirait mettre le théâtre hors-de-vue, et ne pas faire de la construction sur rue son entrée principale, il a donc construit sur l'avant  des magasins, des habitations, des bureaux, … Ainsi l'accès au théâtre se fait par une ruelle étroite qui n'est même pas perpendiculaire à la façade. On peut donc dire qu'ici les prétentions de l'architecture sont tempérées, elles n'arrivent pas jusqu'à la rue. Vandenhove à l'habitude de s'associer avec des artistes, pour ce projet les associations les plus remarquables sont sans doute celles avec Robert Barry et Daniel Buren. Tous éléments architecturaux d'influence classique, et la splendeur du bâtiment, donnent l'impression au spectateur de faire un retour vers le passé.
- 1997-2001 : Construction immeuble Statenplein Dordrecht
- 2000 : rénovation de l'hôtel de Woot de Tinlot, 13, rue Bonne Fortune à Liège
- 2003-2011 : Beukenhof (immeuble à appartements), à Breda.
- 2004 : maison communale de Ridderkerk.
- 2010 :
  - Maison Céramique (immeuble à appartements), à Maastricht-Céramique.
  - Hadriani (3 immeubles à appartements), à Voorburg.
- 2014: Maison d'Accueil pour Hommes, asbl Sans-Logis , 172, rue Saint-Laurent à  Liège.

## Collaborations avec des artistes plasticiens
Dans ses réalisations, Charles Vandenhove travaille souvent avec des artistes plasticiens dont les œuvres sont intégrées au projet architectural.
- Jo Delahaut, au Centre Hospitalier Universitaire de Liège
- Daniel Buren, au Centre hospitalier universitaire de Liège (1987), et au Théâtre des Abbesses à Paris (1996)
- Jean-Charles Blais, au Centre hospitalier universitaire de Liège (1987) et au Théâtre des Abbesses à Paris (1996)
- Jacques Charlier, au Centre Hospitalier Universitaire de Liège
- Patrick Corillon, au Théâtre des Abbesses à Paris, au Balloir et à l'hôtel de Woot de Tinlot à Liège, à la Hoogfrankrijk à Maastricht
- Olivier Debré, au Centre Hospitalier Universitaire de Liège, et au Théâtre des Abbesses à Paris (1996)
- Sol LeWitt, au Centre Hospitalier Universitaire de Liège
- Anne et Patrick Poirier, dans la cour Saint-Antoine à Liège (1985)
- André Romus, au Centre Hospitalier Universitaire de Liège
- Niele Toroni, au Centre Hospitalier Universitaire de Liège
- Claude Viallat, au Centre Hospitalier Universitaire de Liège
- Marthe Wéry, au Centre Hospitalier Universitaire de Liège
- Léon Wuidar, au Centre Hospitalier Universitaire de Liège

## La fondation Jeanne et Charles Vandenhove
La longue carrière de l'architecte est à l'origine d'une importante collection d'œuvres d'art. Après maintes propositions de sommes colossales déclinées, l'architecte et son épouse établissent en 2004 la Fondation Jeanne et Charles Vandenhove destinée à garantir la préservation de la collection et sa présentation aux amateurs d'art contemporain. La Fondation a également une vocation sociale, avec comme but le soutien aux plus démunis, tels les sans-logis. Le musée des Bons-Enfants de Maastricht a été choisi pour prendre en charge la collection et organiser des expositions.

## Hommages, prix et distinctions
- En 2003, Charles Vandenhove obtint concession de noblesse et fut élevé au rang de chevalier par le roi Albert II.
- En 2016, il est fait docteur honoris causa par la Faculté d'architecture de l'université de Liège[3].